# ジャン＝クロード・ルジェ
ジャン＝クロード・ルジェ（Jean-Claude Rouget、1953年 - ）は、フランスのポー調教場で厩舎を構える調教師。

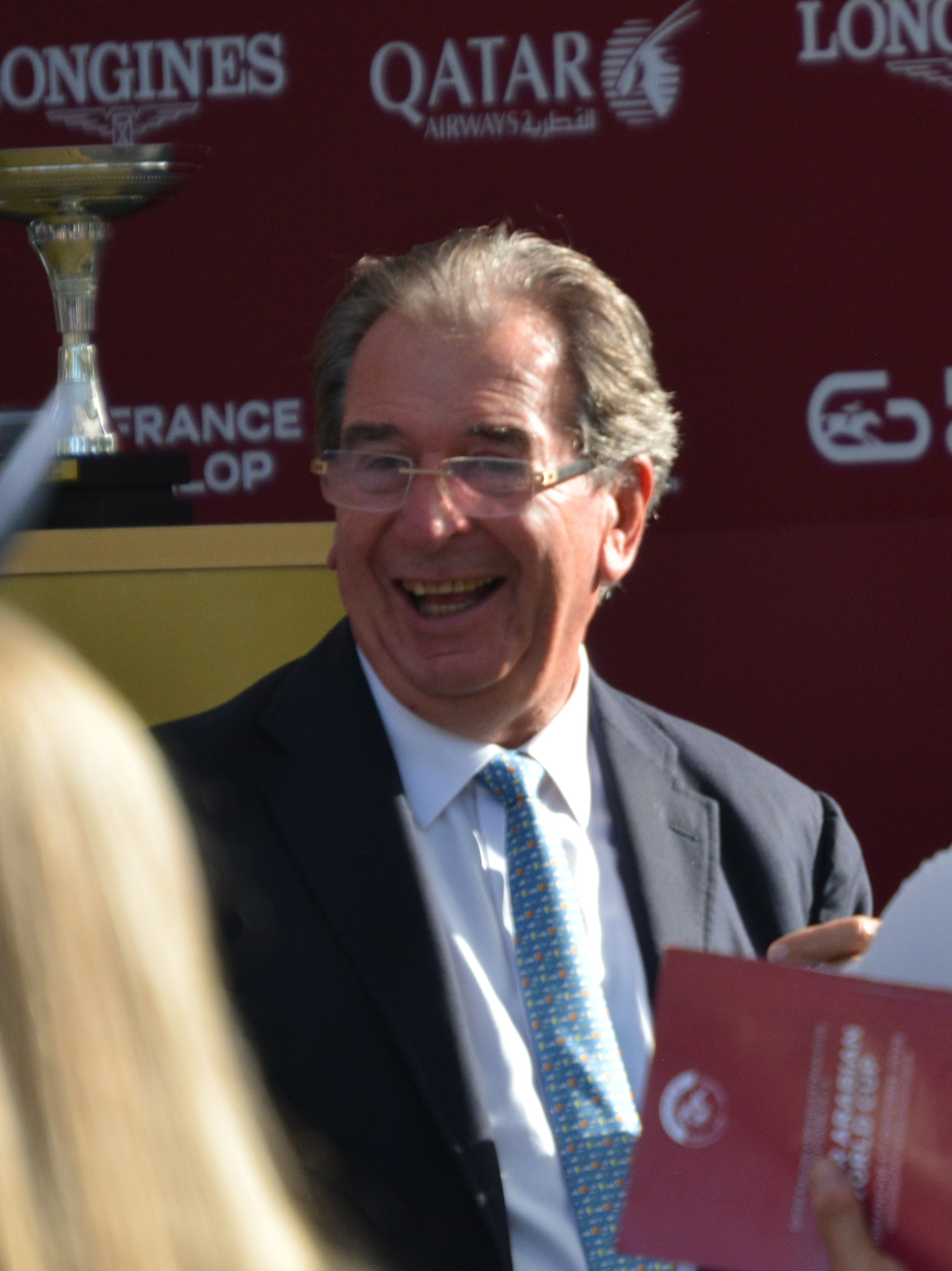
第102回凱旋門賞表彰式（2023年10月1日）

出生地はフランス・ノルマンディー。父は調教師で、妻と2人の子がいる。

## 来歴
調教師免許取得前は、父の厩舎で働いてからイングランドに渡りポール・コール厩舎やイアン・ボールディング厩舎で経験を積んだ。その後フランスに帰国して、シャンティイ調教場のフレディ・パーマー厩舎で働いた。
1978年、調教師免許を取得し、ポー調教場で厩舎を開業した。開業当初はおもに障害馬の調教を行っていた。
1991年、この年管理馬が191勝しフランスの勝利記録を更新した。さらに1992年は222勝、1993年は230勝、1994年は242勝を記録し自身の持つ勝利記録を4年連続で更新した。また1994年にはミルコムがジャンプラ賞を制し、管理馬がG1競走初勝利を挙げている。
2009年、5月10日にプール・デッセ・デ・プーリッシュをイリューシヴウェイヴで制し、翌週の5月17日に行われたサンタラリ賞（第4競走）をスタセリタで、イスパーン賞（第5競走）をネヴァーオンサンデーでそれぞれ制し、G1競走3連勝を達成した。3頭すべてクリストフ・ルメールの騎乗による勝利だった。
2024年8月8日、2025年1月よりジェロム・レニエ調教師と共同名義で厩舎を運営することが発表された。

## おもな管理馬
- Millkom / ミルコム（1994年ジャンプラ賞、パリ大賞典、マンノウォーステークス、ほか重賞競走2勝）
- Shaka / シャカ（1996年クリテリウムドサンクルー）
- Ask for the Moon / アスクフォーザムーン（2004年サンタラリ賞）
- Germance / ジェルマンス（2006年サンタラリ賞）
- Coquerelle / コケレイエ（2007年サンタラリ賞）
- Literato / リテラト（2007年チャンピオンステークス、ほか重賞競走3勝）
- Elusive Wave / イリューシヴウェイヴ（2009年プール・デッセ・デ・プーリッシュ）
- Stacelita / スタセリタ（2009年サンタラリ賞、ディアヌ賞、ヴェルメイユ賞）
- Never On Sunday / ネヴァーオンサンデー（2009年イスパーン賞、ほか重賞競走1勝）
- Le Havre / ルアーヴル（2009年ジョッケクルブ賞）
- Behkabad / ベーカバド（2010年パリ大賞典、ほか重賞競走3勝）
- Avenir Certain / アヴニールセルタン（2014年プール・デッセ・デ・プーリッシュ、ディアヌ賞、ほか重賞競走1勝）
- La Cressonniere / ラクレソニエール（2016年プール・デッセ・デ・プーリッシュ、ディアヌ賞、ほか重賞競走1勝）
- Sottsass / ソットサス（2019年ジョッケクルブ賞、2020年ガネー賞、凱旋門賞、ほか重賞競走1勝）
- Coeursamba / クールサンバ（2021年プール・デッセ・デ・プーリッシュ）
- Ace Impact / エースインパクト（2023年ジョッケクルブ賞、凱旋門賞）